# قيلومى أحادية الجانب
قيلومى أحادية الجانب (الاسم العلمي:Stylonema unilaterale) هي نوع من الطحالب الحمراء تتبع جنس القيلومى من الفصيلة القيلومية.